# Церковь Востока в Китае

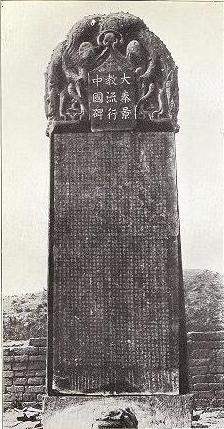
Несторианская стела близ Сианя в Китае. Установлена во времена католикоса-патриарха Мар Хнанишо (умер в 780), была открыта 4 февраля 781 года

Церковь Востока присутствовала в Китае с эпохи династии Тан (618—907) до начала эпохи империи Мин (середина XIV века). По известным данным христианство на территории современного Китая не имеет апостольского происхождения. Вероятнее, что первыми христианами в Китае были представители Церкви Востока, прибывшие в страну из Персии через Хорасан и Согд во время правления династии Тан (618—907). Епархии Церкви Востока процветали в Китае примерно двести лет, до конца IX века. Преследования со стороны императоров привели к упадку и исчезновению китайских диоцезов Церкви Востока в XI веке. В XI—XIII веке христиане сирийской традиции постепенно вернулись с северо-запада страны в центральные районы Китая. Были созданы епархии Церкви Востока в Даду, Линьани, Чэнду, Чанъани, Вэньчжоу и других городах. Значительному оживлению христианство в Китае подверглось во времена империи Юань, созданной после того, как монголы завоевали Китай в XIII веке. В Китае последние упоминания о христианах Церкви Востока датируются 1350-ми годами, незадолго до смены монгольской династии Юань на проводившую ксенофобскую политику династию Мин. Исчезновение сиро-уйгурской Церкви Востока в Китае также тесно связано с упадком христианства в Центральной Азии.

## История Церкви Востока в Китае

Епархии Церкви Востока в Средние века

В Китае «несторианские» миссионеры прочно утвердились в эпоху Тан (618—907). Китайский источник, известный как «Несторианская стела», описывает миссию под руководством епископа по имени Алобэнь и распространение сирийского христианства в Китае с 635 года. Около 635 года была создана митрополия Церкви Востока в Сяньфу. К 643 году был завершён перевод христианских текстов на китайский язык, а при императоре Гао-цзун (650—683) церкви были построены во всех крупнейших городах. В китайском языке христианство получило название «цзинцзяо» (景教), что можно перевести как «сияющая религия». Возможно, однако, что большую часть новообращённых составляли персидские торговцы. Во времена существования Уйгурского каганата (745—840) началось обращение в христианство уйгур. В VIII веке предстоятель Церкви Востока Тимофей I упоминает в одном из своих писем, что некий „царь тюрок“ (вероятно, что речь идёт об уйгурах) почти со всем населением своей страны принял христианство. Под военным давлением енисейских киргизов, в IX веке уйгуры начали миграцию в Китай, создав государство с христианским присутствием. Структуры Церкви Востока процветали в Китае примерно двести лет. В конце VII века императрица У Цзэтянь (690—705) запретила христианство, и примерно до 745 года христиане Церкви Востока подвергались преследованиям. Наивысшего расцвета Церковь Востока в Китае достигла в правление императора Су-цзуна (756—762): были основаны монастыри, создавались епархии Церкви Востока, письменные памятники. Однако затем начались преследования со стороны императора У-цзуна (царствовал в 840—846 годах). Он подавил все иностранные религии, включая буддизм и христианство, в результате чего церковь в Китае пришла в упадок. Царский указ 845 года запрещал проживание в стране христиан, буддистов и манихеев. Церковь исчезла из Китая в начале X века, что совпало с распадом империи Тан.

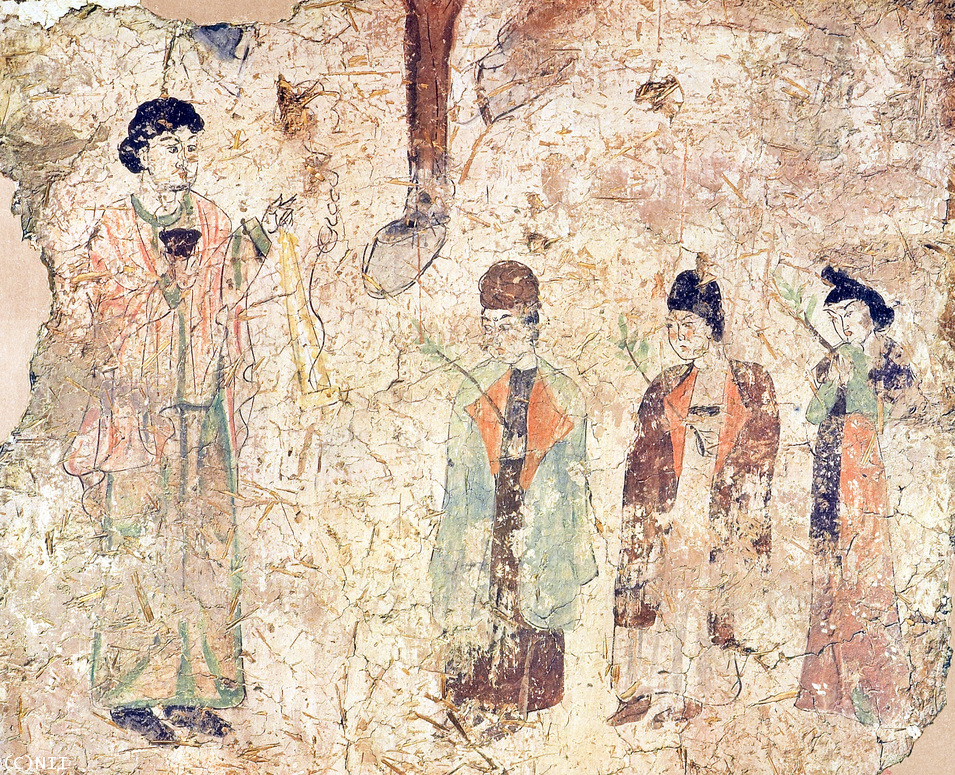
Вербное воскресенье на несторианских фресках в Китае, VII—VIII вв.

Китайские диоцезы Церкви Востока были утрачены в XI веке. В XI—XIII веке христиане сирийской традиции постепенно вернулись с северо-запада страны в центральные районы Китая. Были созданы епархии Церкви Востока в Даду, Линьани, Чэнду, Чанъани, Вэньчжоу и других городах. В XIII веке, во времена Монгольской империи, у Церкви Востока появились две новые митрополии в Северном Китае. В период патриаршества католикоса Мар Ябалахи III (1281—1318) (уйгура из Китая), китайский монах Церкви Востока и посол хана Хубилая Раббан Саума предпринял «экуменическое» путешествие на Запад, в ходе которого посетил Рим, где встречался с кардиналами и папой римским Николаем IV (1288—1292). Согласно средневековому источнику, в ходе визита в Рим Раббан Саума вёл богословские собеседования, служил литургию Аддая и Мария и принял причастие от папы на Вербное воскресенье 1288 года. Значительному оживлению христианство в Китае подверглось во времена империи Юань, созданной после того, как монголы завоевали Китай в XIII веке. Марко Поло и другие средневековые западные современники упоминали много христианских общин, оставшихся в Китае и Монголии. Однако они явно не были такими многочисленными, как во времена империи Тан. Исчезновение сиро-уйгурской Церкви Востока в Китае также тесно связано с упадком христианства в Центральной Азии. Российский сиролог Н. Н. Селезнёв отмечает, что приход к власти династии Мин в 1368 году фактически положил конец присутствию Церкви Востока в Китае. Последние упоминания о христианах Церкви Востока датируются 1350-ми годами, незадолго до смены монгольской династии Юань на проводившую ксенофобскую политику династию Мин. Сохранявшие верность христианству уйгуры, проживавшие в Восточном Туркестане, окончательно приняли ислам в XVI—XVII веках.

## Христианские памятники в Китае

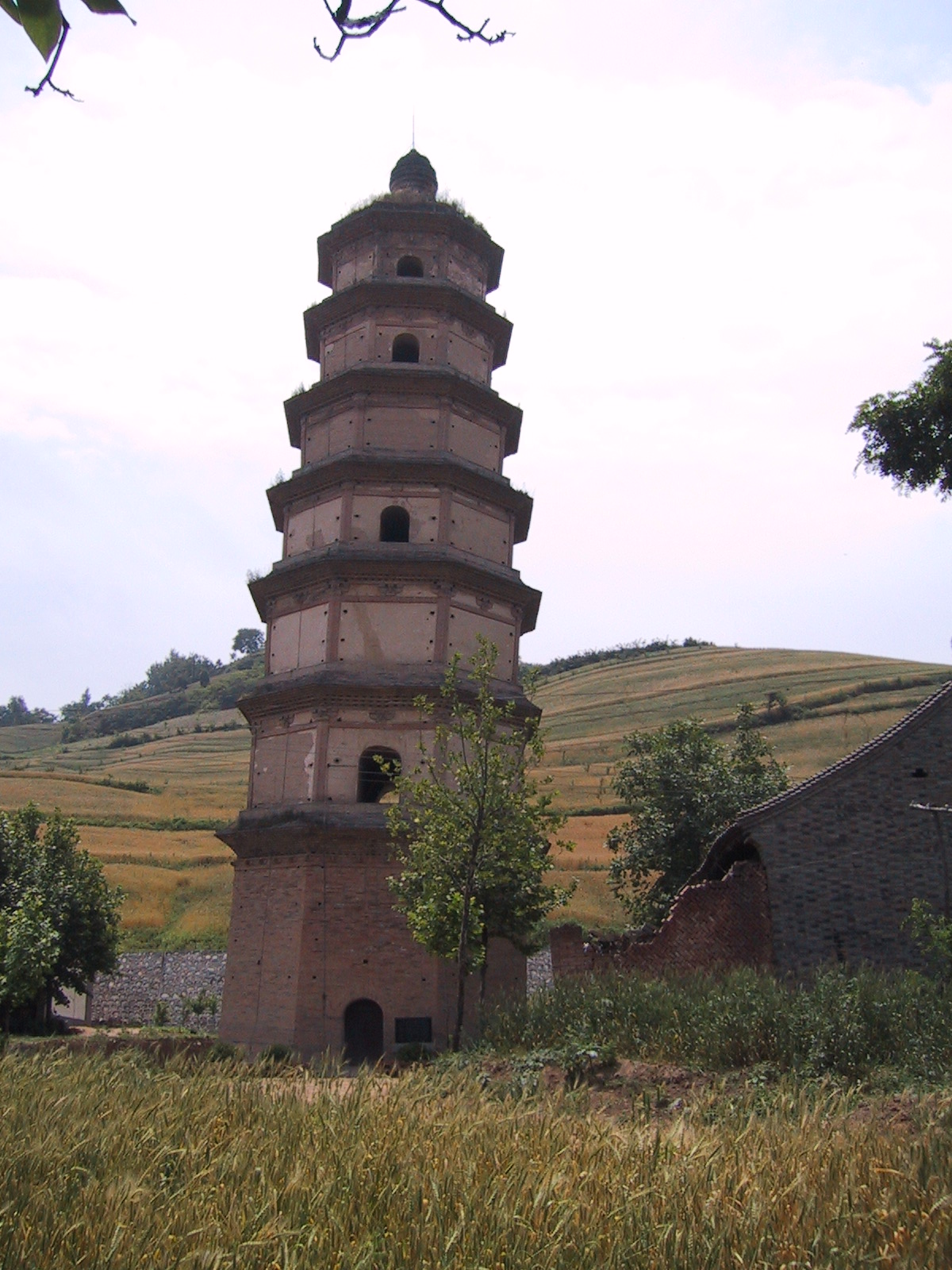
Пагода Дацинь в Китае, построенная в VII веке христианами Церкви Востока и используемая впоследствии буддистами

На основе обнаруженных письменных источников исследователи выделяют два периода деятельности Церкви Востока на территории Китая: ранний период («писания Алобэня» начала VII века) и поздний период (писания Цзин-цзина (хорепископа Адама) конец VIII–начало X веков). Ранние письменные источники о истории христианства в Китае восходят к эпохи династии Тан, связаны с деятельностью Алобэня и написаны на китайском языке. В 1922 году японским учёным Дзюндзиро Такакусу был описан самый ранний христианский документ, написанный на китайском языке между 635 и 638 годом — Канон Иисуса Мессии (序聽迷詩所經 Сюйтин Мишисо цзин), который состоит из двух частей — догматической и историческо-библейской. Помимо письменных источников на китайском языке важное значение для исследователей представляют рукописи из Восточного Туркестана (на староуйгурском, сирийском и согдийском языках).
Основным источником для изучения раннего присутствия Церкви Востока в Китае стал текст стелы («Каменная стела о распространении сияющей религии из Дацинь» (大秦景教流行中國碑 Дацинь цзинцзяо люсин Чжунго бэй)), воздвигнутой в 781 году в монастыре Церкви Востока в пригороде Чанъани (ныне Сиань) и обнаруженной католическими миссионерами в 1620-х годах. В соответствии с этим христианским памятником, в 638 году император Тай-цзун (627—649), ознакомившись с переведёнными с сирийского на китайский догматическими сочинениями богословов Церкви Востока, издал указ о разрешении христианства в империи Тан. Также текст на стеле говорит об основании монастырей восточно-сирийской традиции и дальнейшем распространении христианства в Китае.

## Синкретизм
Сосуществование Церкви Востока и буддистов в Центральной Азии и особенно в Китае привело к развитию синкретизма между двумя религиями. Синкретизм был характерен для средневекового Востока, к примеру по сообщениям Марко Поло, основатель династии Юань хан Хубилай (1260—1294) почитал четырёх «пророков»: Христа, Мухаммеда, Моисея и Будду. Характерные для буддизма термины появлялись в христианской литературе Церкви Востока в Китае. Так, например, «несторианский катехизис», написанный миссионером Церкви Востока в Китае Алобэнем имел многочисленные буддийские термины. В Китае церковные писатели в своих произведениях использовали буддийскую, даосскую и в меньшей степени конфуцианскую терминологию. Также на Сианьской стеле наряду с крестом были изображены символы буддизма (лотос) и даосизма (летящие облака). Вследствие использования христианами буддийской терминологии, начавшиеся в 845 году при императоре У-Цзуне гонения против буддизма в Китае (840—846) серьёзно повлияли и на Церковь Востока. Надпись на могильном камне из Зайтуна на уйгурском и китайском языках рассказывает о епископе Шлимуне, который управлял не только епархией Церкви Востока, но и делами манихеев к югу от Янцзы. В источниках также встречаются упоминания о полухристианах-полуманихеях.